# Sam (pel·lícula)
Sam (en croat Sol) és una pel·lícula bèl·lica iugoslava ambientada en la Segona Guerra Mundial, dirigida el 1959 per Vladimir Pogačić amb guió escrit per ell al costat del cineasta eslovè Mihajlo Renovčević. Fou exhibida en la secció oficial del Festival Internacional de Cinema de Sant Sebastià 1959.

## Argument
En la guerra d'alliberament contra l'ocupació nazi, un destacament de partisans iugoslaus que participa en la batalla de Sutjeska resta separat del grup. Des d'aquell moment queden aïllats i assetjats en una posició que no poden abandonar i amb el seu comandant mort. Alhora, neix un nen d'una de les poques dones supervivents del destacament. Finalment, els pocs supervivents aconsegueixen trencar el cercle i salvar el nounat.

## Repartiment
- Nikola Simić 	... Cavka
- Milan Puzić 	... Comandant Petar
- Pavle Vujisić ... Sarać
- Severin Bijelić ... Komandir
- Radmila Andrić ... Rada
- Milorad Miša Volić ... Kuvar Brka
- Milan Srdoč ... Lekar Toza